# African Sanctus (Allmänna Sången-album)
African Sanctus är ett musikalbum från 1987 med Uppsalakören Allmänna Sången. Dirigent är Robert Sund. Medverkar gör också Anne-Lise Berntsen (sopran), Ann-Christine Löfgren (sopran), Folke Alin (piano), Tomas Bergqvist (elbas), Ulf Hellerstedt (gitarr), Göran Carenbäck (orgel) samt Björn Sjödin, Peter Eyre, Bengt Hilding, Roland Ericson och Mats Blomstrand på slagverk.

## Låtlista
African Sanctus, Mässa av David Fanshawe
1. African Sanctus.
2. Kyrie - Call to prayer.
3. Gloria.
4. Recitative.
5. Love song - Interlude.
6. Et in spiritum sanctum.
7. Crucifixus.
8. African Sanctus.
9. The Lord's Prayer.
10. Recitative - Milking song, Cattle songs.
11. Agnus Dei.
12. Prayer call - Kyrie.
13. African Sanctus - Gloria.